# Бобєліне

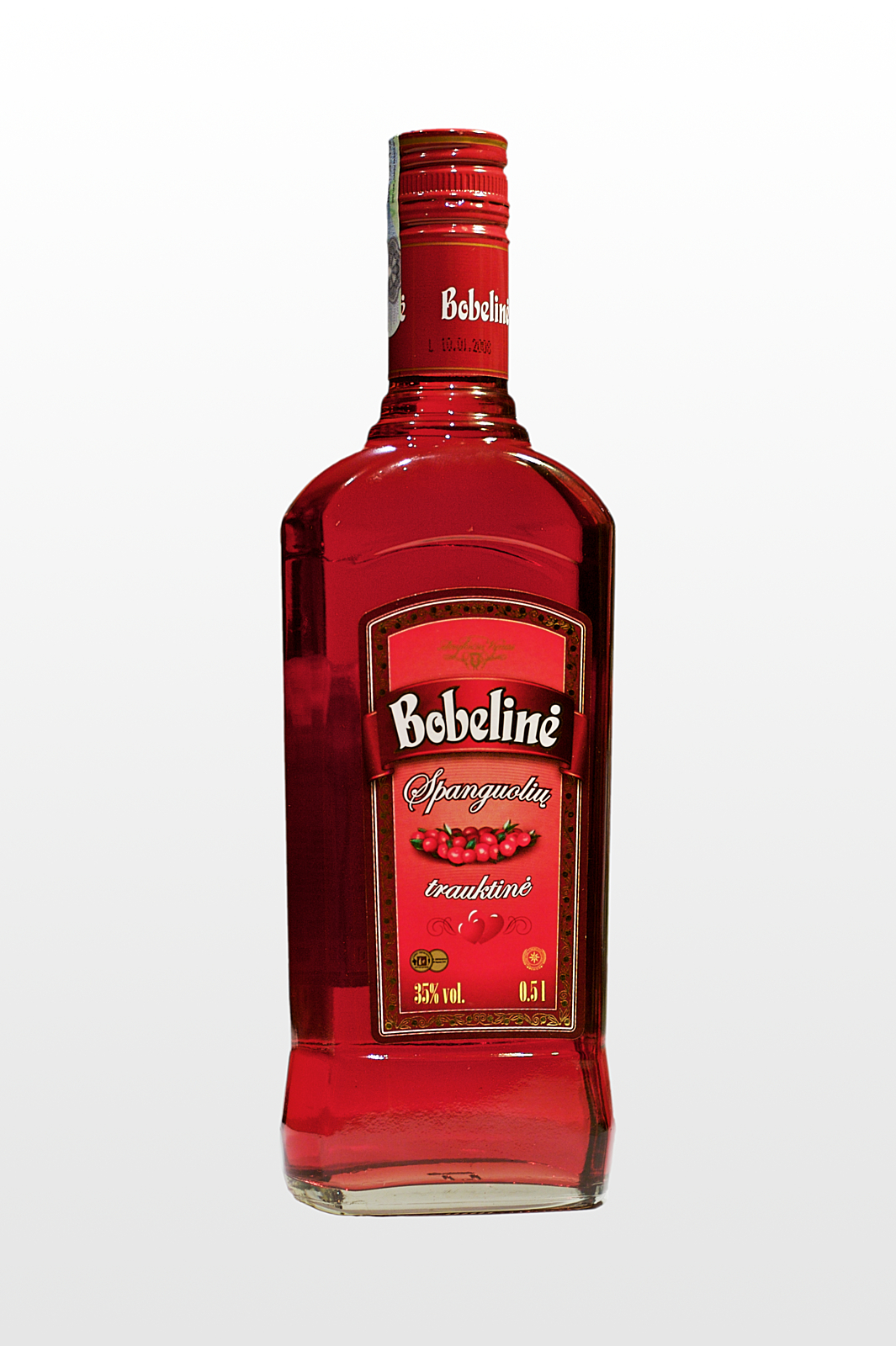
0,5 л пляшка «Bobelinė» 35% алк.

«Бобєліне» (лит. Bobelinė) — литовський алкогольний напій, що виробляється з журавлини. Випускається компанією «Anykščių Vynas» за рецептом політика Казиса Бобєліса.

## Типи
- 20% алк.
- 35% алк.

## Нагороди
- 1999 — диплом виставки «Rinkis prekę lietuvišką» (Вільнюс).
- 1999 — золота медаль виставки «Interdrink» (Санкт-Петербург).
- 2008 — золота (20% напій) та срібна медаль (35% напій) конкурсу «Lietuvos metų gaminys 2008».